# Faramea apodantha
Faramea apodantha är en måreväxtart som beskrevs av Johannes Müller Argoviensis. Faramea apodantha ingår i släktet Faramea och familjen måreväxter. Inga underarter finns listade i Catalogue of Life.